# Зурабов Михайло Юрійович
Миха́йло Ю́рійович Зура́бов (рос. Михаил Юрьевич Зурабов, нар. 3 жовтня 1953, Ленінград, РРФСР, СРСР) — російський політичний діяч. Радник Президента Російської Федерації (з 7 жовтня 2007 року), Міністр охорони здоров'я та соціального розвитку Російської Федерації в 2004–2007 рр.
Був Надзвичайним та Повноважним Послом Росії в Україні у 2009–2016; де-факто відкликаний в Москву 2014-го, офіційно звільнений з посади надзвичайного та повноважного посла РФ в Україні 28 липня 2016 року.

## Біографія
Народився 3 жовтня 1953 в Ленінграді. Батько працював у системі Міністерства морського флоту, мати — доктор біологічних наук.
У 1968 році вступив до школи № 239 при ленінградському філії Математичного інституту імені Стеклова.
У 1975 році закінчив Московський інститут управління імені С. Орджонікідзе.
З 1975 по 1978 рік працював інженером-асистентом в Московському інституті управління імені С. Орджонікідзе.
У 1978—1981 роках — аспірант ВНДІ системних досліджень.
У 1981—1982 роках був викладачем Московського монтажного технікуму.
З 1982 по 1983 рік працював інженером Інституту «Оргтехстрой», м. Москва.
З 1983 по 1988 рік — старший науковий співробітник, начальник лабораторії Всесоюзного науково-дослідного і конструкторського інституту монтажної технології.
У 1988—1992 роках обіймав посаду заступника начальника тресту «Моспромтехмонтаж».
З 1992 по 1998 рік — на посаді генерального директора Московської акціонерної страхової компанії ЗАТ «МАКС», одночасно з 1994 по 1998 рік — генеральний директор ЗАТ «МАКС-М».
У 1998—1998 роках обіймав посаду першого заступника міністра охорони здоров'я РФ.
У 1998—1999 роках — радник Президента РФ.
З травня 1999 року — голова правління Пенсійного фонду РФ (знову призначений у травні 2000 року).
27 серпня 2002 розпорядженням прем'єр-міністра РФ Михайла Касьянова призначений офіційним представником уряду при розгляді палатами Федеральних Зборів проекту федерального закону «Про бюджет Пенсійного фонду РФ на 2003 рік».
З 9 березня 2004 року — міністр охорони здоров'я і соціального розвитку РФ.
У травні 2004 року зберіг свою посаду в новому кабінеті Михайла Фрадкова.
З другої половини червня 2004 року — член Комісії Уряду РФ щодо забезпечення своєчасного і якісного формування проекту федерального бюджету на 2005 рік.
24 вересня 2007 відправлений у відставку. У жовтні 2007 року призначений радником президента РФ.
13 травня 2008 Михайло Зурабов був знову призначений радником президента РФ.
Член Ради при Президентові РФ з реалізації пріоритетних національних проектів (Указ Президента РФ від 21 жовтня 2005 року).
25 червня 2009 року Комітет Держдуми в справах СНД і зв'язкам зі співвітчизниками підтримав його кандидатуру на посаду посла Росії в Україні. Також його кандидатуру підтримав Комітет Ради Федерації в справах СНД. Володіє українською мовою.
25 січня 2010 року вручив копії вірчих грамот Міністру закордонних справ України Петру Порошенко.
2 березня 2010 року вручив вірчі грамоти Президенту України Віктору Януковичу.
З червня 2014 по квітень 2015 Зурабов представляв Росію у складі Контактної групи по врегулюванню ситуації яка склалася на сході України, в результаті російського вторгнення.
28 липня 2016 року звільнений від обов'язків Надзвичайного і Повноважного Посла Російської Федерації в Україні.
Одружений. Має сина і дочку.

## Нагороди та відзнаки
Нагороджений орденом «За заслуги перед Вітчизною» IV ступеня за великий внесок в проведення соціальної політики держави та багаторічну сумлінну працю (2003).

## Курйози
У Києві в листопаді 2010 року на Міжнародному форумі на захист російської мови в країнах СНД та Балтії Зурабов сказав: «Ми зараз на етапі модернізації, а технологічний прогрес, який спостерігатиметься найближчим часом, без ефективної мови неможливий. Хай там що говорять, а відмовитися від того досягнення, яким є російська мова, ми не можемо. Без неї шанси, що наші співвітчизники, все населення пострадянського простору опиниться в „золотому мільярді“, вкрай невисокі». Це викликало сміх в залі.